# Хасэгава, Норимаса
Норимаса Хасэгава (яп. 長谷川憲正; род. 1 января 1943, Кумагая, Сайтама, Япония) — японский политик и дипломат, посол Японии в Финляндии и по совместительству в Эстонии (2000—2003).

## Биография
Окончил юридический факультет Токийского университета и с 1967 года работал в министерстве почты и телекоммуникаций Японии.
В 2000 года был назначен чрезвычайным и полномочным послом Японии в Финляндии и вручил свои верительные грамоты президенту Финляндии Тарье Халонен.
11 января 2001 года, как посол по совместительству в Эстонии, также вручил свои верительные грамоты президенту Эстонии Леннарту Мери.
В 2004 году от либерально-демократической партии баллотировался в Палату советников Японии.
В 2010 году, в качестве независимого кандидата, вновь баллотировался в Палату советников и победил на выборах, набрав 406 587 голосов.